# Milán-San Remo 2008
La Milán-San Remo 2008 fue la edición número 99 de esta clásica ciclista de primavera, disputada sobre 298 km (4 km más que en las 4 ediciones pasadas), en la que ganó Fabian Cancellara, siendo la primera vez en muchos años en la que un corredor consigue cruzar en solitario la línea de meta.

## Clasificación final
| Pos. | Ciclista          | Equipo             | Tiempo     |
| ---- | ----------------- | ------------------ | ---------- |
| 1.   | Fabian Cancellara | CSC                | 7h 14' 35" |
| 2.   | Filippo Pozzato   | Liquigas           | + 4"       |
| 3.   | Philippe Gilbert  | Française des Jeux | m.t.       |
| 4.   | Davide Rebellin   | Gerolsteiner       | m.t        |
| 5.   | Mirco Lorenzetto  | Lampre             | m.t.       |
| 6.   | Anthony Geslin    | Bouygues Telecom   | m.t.       |
| 7.   | Rinaldo Nocentini | Ag2r La Mondiale   | m.t.       |
| 8.   | Óscar Freire      | Rabobank           | + 5"       |
| 9.   | Thor Hushovd      | Crédit Agricole    | m.t.       |
| 10.  | Kurt-Asle Arvesen | CSC                | m.t.       |